# 李晓钟
李晓钟（1963年2月—），河南淮滨人，中华人民共和国政治人物，审计师。1984年7月参加工作，1986年12月加入中国共产党。1984年毕业于中州大学企业管理系工业财务会计专业。

## 简历
1984年7月至2000年8月历任郑州市审计局科员、综合审计科副科长、审计署驻郑州特派员办事处审计五处主任科员、审计五处副处长、综合处副处长、工业商贸审计处副处长（1998年在职取得河南大学法律专业本科学位）、综合审计处处长、行政事业审计处处长。
2002年6月任审计署驻上海特派员办事处副特派员，2007年5月任纪检组长。
2009年2月任审计署驻武汉特派员办事处副特派员，2010年6月升任特派员；
2011年7月任审计署驻上海特派员办事处特派员；
2014年3月任中华人民共和国审计署办公厅主任；2014年8月任中华人民共和国审计署总审计师。2018年10月25日，中华全国总工会第十七届执行委员会召开第一次全体会议，选举全总十七届执委会主席、副主席和主席团委员，他当选为全总主席团委员。